# James MacMillan
James Loy MacMillan (* 16. července 1959) je skotský klasický skladatel a dirigent.
MacMillan se narodil v Kilwinningu v Severním Ayrshire, ale do roku 1977 žil ve východním Ayrshire ve městě Cumnock.
Studoval skladbu na Edinburské univerzitě u Rity McAllisterové a Kennetha Leightona a na Durhamské univerzitě u Johna Caskena, kde v roce 1987 získal vysokoškolský titul a poté doktorát. V letech 1986 až 1988 učil na Viktoriině univerzitě v Manchesteru. Po studiích se MacMillan vrátil do Skotska, hodně komponoval, stal se přidruženým skladatelem Skotského komorního orchestru a často pracoval na vzdělávacích projektech. Jako mladý muž byl krátce členem Ligy mladých komunistů (Young Communist League).
V roce 1990 uvedl na Proms premiéru skladby The Confession of Isobel Gowdie s orchestrem BBC Scottish Symphony Orchestra, čímž se stal šíře známým. Isobel Gowdieová byla jednou z mnoha žen popravených ve Skotsku 17. století za čarodějnictví. Podle skladatele „Dílo jménem skotského lidu usiluje o odpuštění a nabízí Isobel Gowdieové milosrdenství a lidskost, která jí byla v posledních dnech jejího života odepřena“.
Mezinárodní uznání tohoto díla vyvolalo další významné objednávky, k nimž patří koncert Veni, Veni, Emmanuel pro bicí, určený pro rovněž skotskou umělkyni Evelyn Glennieovou. Měl premiéru v roce 1992 a stal se MacMillanovou nejuváděnější prací. Mstislav Rostropovič ho požádal, aby složil také violoncellový koncert, který v roce 1997 premiéroval samotný Rostropovič.
K dalším úspěchům patří jeho druhá opera The Sacrifice, kterou objednala Velšská národní opera na podzim 2007 a která získala Cenu Královské filharmonie, a St John Passion, pašije společně objednané orchestry London Symphony Orchestra a Boston Symphony Orchestra a poprvé uvedené dirigentem Colinem Davisem v dubnu 2008. V prosinci 2008 MacMillan získal cenu British Composer Award za liturgickou hudbu, a to za skladbu Strathclyde Motets.
MacMillanova hudba je naplněna duchovním a politickým rozměrem. Jeho římskokatolická víra inspirovala mnoho z jeho duchovních děl; například Magnificat (1999) a několik mší. MacMillan a jeho manželka jsou dominikánští terciáři a skladatel spolupracoval s Michaelem Symmonsem Robertsem, katolickým básníkem, a také s Rowanem Williamsem, arcibiskupem z Canterbury. Jeho snad nejvíce politická práce je Cantos Sagrados (1990) na texty latinskoamerické poezie Ariela Dorfmana a Any Marie Mendozové, která kombinuje prvky teologie osvobození i konvenčnějších náboženských textů. MacMillan výslovně uvedl, že jeho cílem při psaní této práce bylo zdůraznit „hlubší solidaritu s chudými na tomto subkontinentu“ v kontextu politické represe.
Skotská tradiční hudba měla na MacMillana také hluboký vliv a je v jejích pracích často rozeznatelná. Když byl skotský parlament v roce 1999 po 292 letech znovuotevřen, královnu do shromáždění doprovázely fanfáry složené MacMillanem. Několik týdnů po slavnostním zahájení MacMillan v projevu nazvaném „Skotská ostuda“ rázně zaútočil na sektářství ve Skotsku, zejména na tamní protikatolicismus.
Jeho mše z roku 2000 byla objednána Westminsterskou katedrálou a obsahuje části, ke kterým se může shromáždění připojit zpěvem. Obdobně ani Mše sv. Anny a Gallowayská mše nevyžadují profesionální hudebníky, protože jsou napsány tak, aby je zvládlo shromáždění účastníků mše.
Jednou z MacMillanových nejdůležitějších zakázek (od biskupských konferencí Anglie a Walesu a Skotska) bylo napsat nové zhudebnění mše pro pěvecký sbor a shromáždění věřících, které bylo zpíváno na dvou ze tří mší, jež slavil papež Benedikt XVI. během apoštolské a státní návštěvy Velké Británie v roce 2010. Nejprve se MacMillanova hudba zpívala při mši v Bellahouston Parku v Glasgowě 16. září, a pak znovu při mši u příležitosti blahořečení Johna Henryho Newmana v Cofton Parku v Birminghamu 19. září. MacMillan byl také pověřen, aby zhudebnil text Tu es Petrus (Matouš 16,18) pro papežův vstup při mši ve Westminsterské katedrále dne 18. září.
MacMillan byl skladatel a dirigentem orchestru BBC Philharmonic v letech 2000 až 2009, poté nastoupil na pozici hlavního hostujícího dirigenta v Nizozemské rozhlasové komorní filharmonii. Jeho spolupráce s Michaelem Symmonsem Robertsem pokračovala jeho druhou operou, The Sacrifice (Oběť), založenou na starověkých velšských příbězích za sbírky Mabinogion, kterou premiérovala Velšská národní opera na podzim 2007. Sundogs, rozsáhlé dílo pro sbor a cappella, také využívající texty Symmonse Robertse, měla premiéru v srpnu 2006 a provedl je vokální soubor Contemporary Vocal Ensemble americké univerzity Indiana University.
MacMillan je čestným členem Blackfriars Hall na Oxfordské univerzitě. Je patronem St Mary's Music School v Edinburghu, Schola Cantorum na London Oratory School spolu se Simonem Callowem a princeznou z Kentu a byl jmenován spolu s Libby Purvesovou a Johnem Wilsonem patronem The British Art Music Series a Schola Cantorum Školy kardinála Vaughana.
V roce 2004 byl MacMillan vyznamenán Řádem britského impéria (CBE) a v roce 2015 pasován na rytíře (titul Sir).
V roce 2008 se MacMillan stal čestným patronem projektu Londýnského komorního orchestru LCO New: Explore, který zkoumá propojení mezi hudbou a jinými uměleckými formami a podporuje nové kreativní talenty v oblasti hudební skladby. Působí také jako čestný prezident Bearsdenského sboru.
MacMillan je ženatý a má dvě dcery a syna. Měl také vnučku Saru Marii, která trpěla syndromem Dandyho-Walkera. O jejím krátkém životě řekl: „Byli jsme požehnáni a proměněni díky tomu, že jsme poznali a milovali Saru a že i ona nás poznávala a milovala.“